# Sooniste
Sooniste – wieś w Estonii, prowincji Rapla, w gminie Märjamaa.